# Liste der Kulturdenkmäler in Schloßböckelheim
In der Liste der Kulturdenkmäler in Schloßböckelheim sind alle Kulturdenkmäler der rheinland-pfälzischen Ortsgemeinde Schloßböckelheim aufgeführt. Grundlage ist die Denkmalliste des Landes Rheinland-Pfalz (Stand: 2. August 2023).

## Denkmalzonen
| Bezeichnung                            | Lage                        | Baujahr                  | Beschreibung                                                                                        | Bild                           |
| -------------------------------------- | --------------------------- | ------------------------ | --------------------------------------------------------------------------------------------------- | ------------------------------ |
| Denkmalzone Burgruine Schloßböckelheim | Burgweg, Schlossstraße Lage | 10. oder 11. Jahrhundert | Reste von Ringmauern und Türmen, wohl mittelalterlicher Mauerzug, 10. oder 11. Jahrhundert bis 1688 | weitere Bilder Fotos hochladen |

## Einzeldenkmäler
| Bezeichnung   | Lage                                 | Baujahr                   | Beschreibung | Bild                           |
| ------------- | ------------------------------------ | ------------------------- | --- | ------------------------------ |
| Wohnhaus      | Zum Felsenberg 9 Lage                | Ende des 19. Jahrhunderts | ehemalige Schule mit Lehrerwohnung; zweiflügeliger spätgründerzeitlicher Klinkerbau, Glockenturm, Ende des 19. Jahrhunderts | weitere Bilder Fotos hochladen |
| Weinbergshaus | südlich des Ortes am Felsenberg Lage | um 1900                   | als Wehrbau gestalteter späthistoristischer Bruchsteinbau auf einem Felsvorsprung, um 1900                                  | Fotos hochladen                |